# Club Cultural Deportivo Géminis
OClub Cultural Deportivo Géminis, é um clube peruano da cidade de Lima, que desenvolve as modalidades do futebol, futsal e voleibol, sendo nesta última  tricampeão do Campeonato Peruano (Série A) e que conquistou a medalha de prata no Campeonato Sul-Americano de Clubes.

## Histórico
Em 29 de outubro de 1967 alguns representantes da Urbanización Huaquillay Comas somaram forças com o Grupo Cultural a fim de incursionar na arte a nível local, após sucessivas reuniões um pequeno complexo desportivo estava situado atrás da Padria Eduviges, localizado entre a Avenida México e Túpac Amaru, que era propriedade o primeiro presidente e fundador do clube, Sr.Francisco Amaro, nascendo o Club Cultural Deportivo Géminis, cujo nome tem origem no signo do zodíaco, porque os signos de seus fundadores Sr.Emiliano Ayala e sua esposa Sra.Luz de Ayala. A partir  disso inicia o histórico de uma da mais importantes instituições de Comas (distrito).
Participaram da fundação os sócios: Emiliano Ayala, Henry Suquillama, Hugo Ayala, Pedro Ayala, Sônia Ayala, Leo Solis, Carlos Cotrina, Armando Amaro, Francisco Amaro, entre outros.A sucessão presidencial inciou com Francisco Amaro, na sequência foram presidentes: Henry Suquillama, Hugo Ayala, Adriano Moreno, Pedro Ayala, Teodoro Fernández, Marino Falcón, Richard Retuerto e Orlado Obando.

### Princípios
Missão
- Promover o desenvolvimento de uma geração nova de desportistas integrados através da prática do esporte, promovendo os valores, potencialidades e habilidades.Obter o reconhecimento nacional e internacional através das conquistas desportivas nas diversas modalidades e oferecidas pelo clube como futebol, futsal e voleibol.[2]

Visão
- O Club Cultural Deportivo Géminis será reconhecido, a nível nacional e internacional, como uma instituição nacional desportiva  pelo padrão,organização, prática de valores, conquistas desportivas e contribuição pelo desenvolvimento sócio-econômico da comunidade em Comas e nacional.[2].

Valores
- Respeito
- Humildade
- Disciplina
- Solidariedade

### Futebol
No mesmo ano de fundação o grupo de Huaquillay organizou um campeonato de futebol a nível urbano, chamado "Searching Stars", e os garotos conquistaram o título, decidindo a formalizar a participação na Liga Distrital de Comas em 1981 (terceira divisão),   seu primeiro treinador foi Peter Ayala, e rapidamente conduziu o time a ascender a segunda divisão e a primeira divisão em 1983.
Em 1967, ingressou na Terceira Divisão da Liga Distrital de Comas afiliada à Federação Peruana de Futebol. Ele rapidamente sobe posições, subindo para o Segundo Distrito, até finalmente chegar à Primeira Divisão do distrito. No entanto, perdeu a chance de retornar a primeira divisão ao ser eliminado pelo Club Sportivo Guardia Republicana.
Foi o primeiro time de Comas a  ganhar o título a nível metropolitano da Copa Peru, nomeada "Interligas", de fato é a Etapa Provincial, ou seja, a Liga Provincial de Futebol de Lima em 2018, na qual participam três clubes representantes de cada uma das 43 ligas.Na história também foi o primeiro time de Comas a avançar a Etapa Departamental, e  nos anos de  2003 e 2004 o time Águilas de América foi vice-campeão da Liga Metropolitana que dava o acesso a segunda divisão profissional.
Em 2010 o time classificou-se para etapa departamental, depois regional e nacional, sendo ranqueada na décima terceira posição nacional, na condição de vice-campeão e também campeão a nível municipal..Alcançando o título da Etapa Regional (Região IV) de 2010 com acesso a nacional da Copa Peru e o vice-campeonato na Etapa Regional (Região IV) de 2011.Em 2014 foi campeão da Copa "Julio Saldaña"

### Voleibol
O departamento de voleibol dirigido pelo Professora Peter Ayala , encarregado da Academia de Voleibol que desenvolve um trabalho com  a faixa etária desde os 6 aos 18 anos de idade.O elenco profissional desde 2002 que disputa a elite nacional..Nas temporadas de 2004-05 e 2005-06 alcançou os vice-campeonatos ao ser derrotado nas respectivas finais do Campeonato Peruano A (LNSV) pelo Regatas Lima,  e ao vencer este mesmo clube na final da edição de 2007-08 sagrou-se pela primeira vez campeão nacional, obtendo novo vice-campeonato na jornada seguinte ao perder para o Circolo Sportivo Italiano, e sagrando-se bicampeão nacional ao derrotar outra vez na final o Regatas Lima na temporada 2009-10, tendo no elenco as selecionáveis Carla Rueda, Sara Joya e María de Fátima Acosta, qualificando-se para o Campeonato Sul-Americano de Clubes de 2010 realizado na cidade de Lima, no qual finalizou a fase classificatória em segundo lugar e na final perdeu para o time brasileiro do Osasco Voleibol Clube terminando com a medalha de prata, entre as atletas premiadas, a central do time Jessenia Uceda, na época eleita a melhor bloqueadora da competição
Outro vice-campeonato na edição nacional de 2010-11 diante do Club Divino Maestro., recuperando o título na edição de 2011-12, contando no elenco com a levantadora Yvón Cancino, premiada nesta edição, no elenco tinha Grecia Herrada, quando venceram o Universidad de San Martín
Nas competições de 2013-14 terminou na quarta posição na LNSV ao ser derrotado pela Universidad César Vallejo, conquistando no período de 2014-15 o vice-campeonato apos perder na final para a Universidad de San Martín de Porres, já na jornada de 2015-16 alcançou o terceiro lugar ao derrotar Universidad César Vallejo, obtendo o mesmo posto na edição de 2016-17 derrotando o Club Alianza Lima Vóley

## Futebol

### Títulos e resultados conquistados
Copa Peru
- Campeão : Etapa Regional (Região IV) de 2010[4]
- Vice-campeão :Etapa Regional (Região IV) de 2011[4]

Liga Departamental de Futebol de Lima
- Vice-campeão :2010

Liga Provincial de Futebol de Lima
- Campeão :2018[3]
- Vice-campeão :2010[3]

Liga Distrital de Futebol de Comas
- Campeão :2014, 2017
- Vice-campeão :2009, 2010, 2015, 2018[4]

## Voleibol feminino

### Títulos e resultados conquistados
Campeonato Sul-Americano de Clubes
- Vice-campeão:2010[10]

 3 Liga Nacional Superior de Voleibol (LNSV)
- Campeão :2007-08[7], 2009-10[8] e 2011-12[13]
- Vice-campeão :2004-05[6], 2006-06[6], 2008-09[6], 2010-11[6], 2014-15[15]
- Terceiro posto :2015-16[16] e 2016-17[17]
- Quarto posto :2013-14[14]